# Pelvoux
Pelvoux är en kommun i departementet Hautes-Alpes i regionen Provence-Alpes-Côte d'Azur i sydöstra Frankrike. Kommunen ligger  i kantonen L'Argentière-la-Bessée som ligger i arrondissementet Briançon. År 2018 hade Pelvoux 430 invånare.

## Befolkningsutveckling
Antalet invånare i kommunen Pelvoux
Referens:INSEE